# كريستيان ميلينتي
كريستيان كوستيل ميلينتي (بالإسبانية: Cristian Costel Melinte)‏ الشهير باسم كريستيان ميلينتي (مواليد 9 مايو 1988 في تيميشوارا - رومانيا) لاعب كرة قدم روماني يلعب حاليا لصالح نادي الدرجة الأولى باليرمو الإيطالي منذ 2009 في مركز الظهير الأيمن كما يجيد اللعب في مركزي الظهير الأيسر و الجناح الأيمن .

## روابط خارجية
- كريستيان ميلينتي على موقع الاتحاد الأوربي (الإنجليزية)
- كريستيان ميلينتي على موقع قاعدة بيانات كرة القدم.إي يو (الإنجليزية)
- كريستيان ميلينتي على موقع Soccerway.com (الإنجليزية)